# 在中華人民共和国トンガ大使館
在中華人民共和国トンガ大使館（トンガ語: ʻOfisi ʻo e ʻAmipasitoa ʻo Tonga ki Siaina、英語: Embassy of Tonga in China、中国語: 汤加驻华大使馆）は、トンガが中華人民共和国の首都北京市に設置している大使館である。
1998年11月2日、中国とトンガの外交関係が樹立される。2005年5月18日、北京常駐のトンガ大使館が開館した。

## 住所
| 日本語 | 〒100600 北京市朝陽区建国門外外交公寓1-3-22                                  |
| 中国語 | 北京市朝阳区建国门外外交公寓1-3-22，邮编：100600                             |
| 英語   | 1-3-22, Jianguomenwai Diplomatic Compound, Chaoyang District, Beijing 100600 |

## 大使

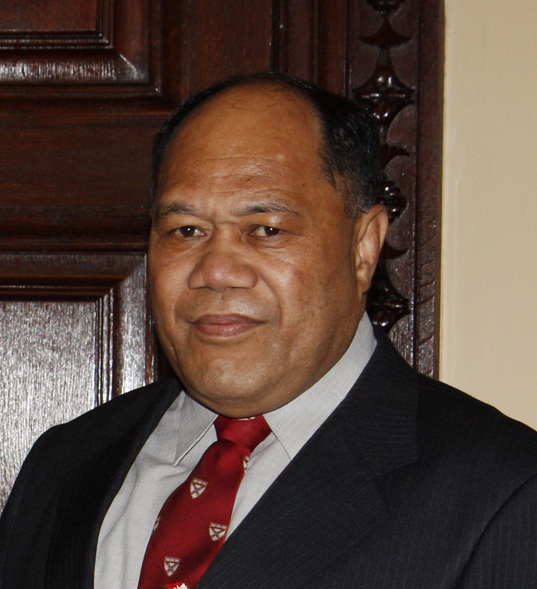
在中国トンガ大使タウアイカ・ウタアトゥ

2015年4月14日より、タウアイカ・ウタアトゥが特命全権大使を務めている。